# Фабрика «Лепп та Вальман»
Фабрика «Лепп та Вальман» - це фабрика-виробник сільськогосподарської техніки в менонітському поселенні Хортиця, у Олександрівську. Заснована двома підприємцями Пітером Леппом та Андреасом Вальманом, та займалась виробництвои і продажом сільськогосподарської техніки у Катеринославській губернії та по всій Російській Імперії. 

## Історія
У 1850-х роках годинникар на ім'я Пітер Лепп почав будувати та продавати прості жниварки, бізнес, який він розширив, поки не зміг створити власний ливарний цех у 1860 році. Він почав будувати різні види сільськогосподарської техніки, включаючи молотарки, віялки , і різаки полови, а також парові машини і парові човни для перевезення вантажів по річці. Особливо вигідним був його винахід жатки.
Незважаючи на конкуренцію з боку товарів британського виробництва, Пітер Лепп продовжував розширювати бізнес, і він запросив Андреаса Валлмана стати партнером компанії. Андреас був гуттеритом, який приєднався до менонітів, де його син Пітер Андреас Валлманн одружився з дочкою Пітера Леппа Хеленою. До 1880-х років компанія була відома як Лепп і Вальманн з фабриками в Хортиці та Шенвізе (заснована в 1886 році), передмісті Олександрівська (пізніше названого Запоріжжям). Йоганн Лепп, син Пітера, став генеральним менеджером у 1879 році.
У міру того, як їхній бізнес розширився, і вони найняли більше працівників на фабрики, Пітер Лепп і Андреас Валлманн побудували рядні житла для робітників, а також лікарні, школи, церкви та актові зали, і вони отримали медичне страхування. Деякі підмайстри з фабрики Lepp і Wallmann також розпочали подібний бізнес у цьому районі. Проте найбільшою компанією була «Лепп і Валлманн» з 270 співробітниками і річним виробництвом 900 000 рублів у 1911 році. До 1900 року фабрики виробляли 1200 жаток, 220 молотар і 500 віялок на рік. З 1905 по 1910 рік прибуток підприємства зріс зі 100 617 до 224 991 крб., він отримав 33 нагороди на сільськогосподарських виставках. Так, на виставці в Москві 1882 р. і в Харкові в 1887 р. був удостоєний першої премії за відмінне машинобудування.
3 липня 1903 року Лепп і Валлманн отримали статус «торгівельно-комерційного акціонерного товариства». До цього часу воно мало три заводи в Хортиці, Шенвізе і Павлограді, а загальна вартість компанії становила 1 150 000 крб. Акції компанії були розподілені між спадкоємцями Пітера Леппа і Андреаса Вальманна і представниками сімейства Нібур, що одружилися з сім'єю Лепп.
У 1916 році компанія Леппа і Валлмана об'єдналася з компанією Копа, щоб створити нову компанію. До цього часу компанія виконувала військові замовлення російського уряду.
Після більшовицької революції 1917 року, усі підприємства менонітів були націоналізовані в квітні та травні 1919 року. 12 травня 1919 року керувати фабрикою Леппа і Валлмана було призначено робітника на ім’я Нойфельд. Стало відомо про фабрику Леппа і Валлмана в Хортиці. як Фабрика №2.

## Продукція
| Продукція      | Від    | Примітка             | До     | Примітка                |
| -------------- | ------ | -------------------- | ------ | ----------------------- |
| Парові двигуни | 1885 р | Для Г. А. Нібур і Ко |        | може бути до 1900 р.    |
| Молотилки      | 1853 р | Початок виробництва  | 1900 р | Невідомо, продано чи ні |
| Подрібнювачі   | 1867 р | 173 одиниці продано  | 1900 р |                         |
| Косарки        | 1867 р | 12 штук продано      | 1900 р |                         |
| Плуги          | 1867 р | 173 одиниці продано  | 1900 р |                         |
| Віялка         | 1867 р | 50 штук продано      | 1900 р |                         |

До діяльності фабрики відносять виробництво машин трьох основних груп та список побутового знаряддя. До першої групи машин відносились машини для обробки землі та збору врожаю ( плуги, сіялки, жатки, кінні граблі, сортувальні, соломорізки). До другої групи продукції входили машини для обробки сільськогосподарської продукції: молотильні машини, кукурудзяні молотарки, віялки, сортувальні, просорушки, машини для виробництва олії, корнерізки, до цієї групи можна віднести і приладдя для млинів. Третю групу продукції можна віднести до заводського обладнання, куди входили парові машини та котли, водонагрівачі, машини для обробки дерева та металів, точило зі станком, колодязні насоси, фарботерка. В групу побутового знаряддя входили чавунні плити для кухні та печей , чавунні віконні рами різних розмірів, вафельниці, дверцята для печей, чавунні наконечники для димарів, садові лавки.
| Назва                                                 | Рік заснування | Об'єм виробництва на 1897 рік, тис. руб. | Об'єм виробництва на 1900 рік тис. руб. | Об'єм виробництва на 1902 рік, тис. руб. |
| ----------------------------------------------------- | -------------- | ---------------------------------------- | --------------------------------------- | ---------------------------------------- |
| Фабрика сільськогосподарських машин «Лепп та Вальман» | 1887 рік       | 177,3                                    | 220                                     | 220                                      |

Підприємство Леппа і Вальмана розвивалося найшвидшими темпами серед машинобудівних заводів Хортицької волості. Показником цього росту може послужити той факт, що з 1867р. до 1888р. кількість вироблених збиральних машин заводу зросла з 12 до 1200, тобто в сто раз.